# Ga công viên Đại An MRT
Ga công viên Đại An (tiếng Trung: 大安森林公園站; bính âm: Dà'ān Sēnlín Gōngyuán Zhàn) là ga tàu điện ngầm của Tuyến đỏ ở Đại An, Đài Bắc, Đài Loan. Nó nằm ở phía Bắc của Công viên Đại An. Nhà ga mở cửa vào ngày 24 tháng 11 năm 2013.

## Tổng quan

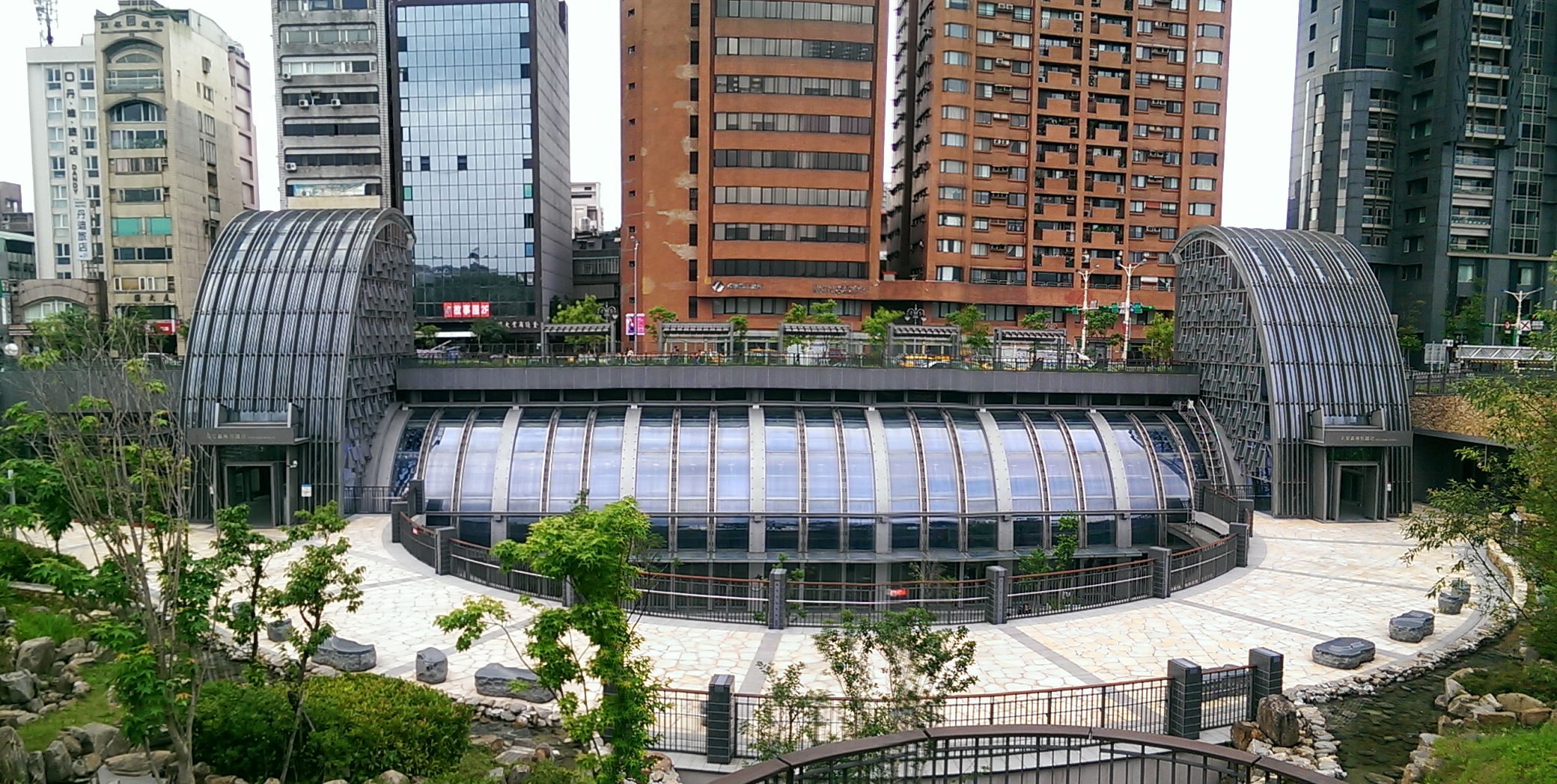
Nhà ga nhìn từ bên ngoài

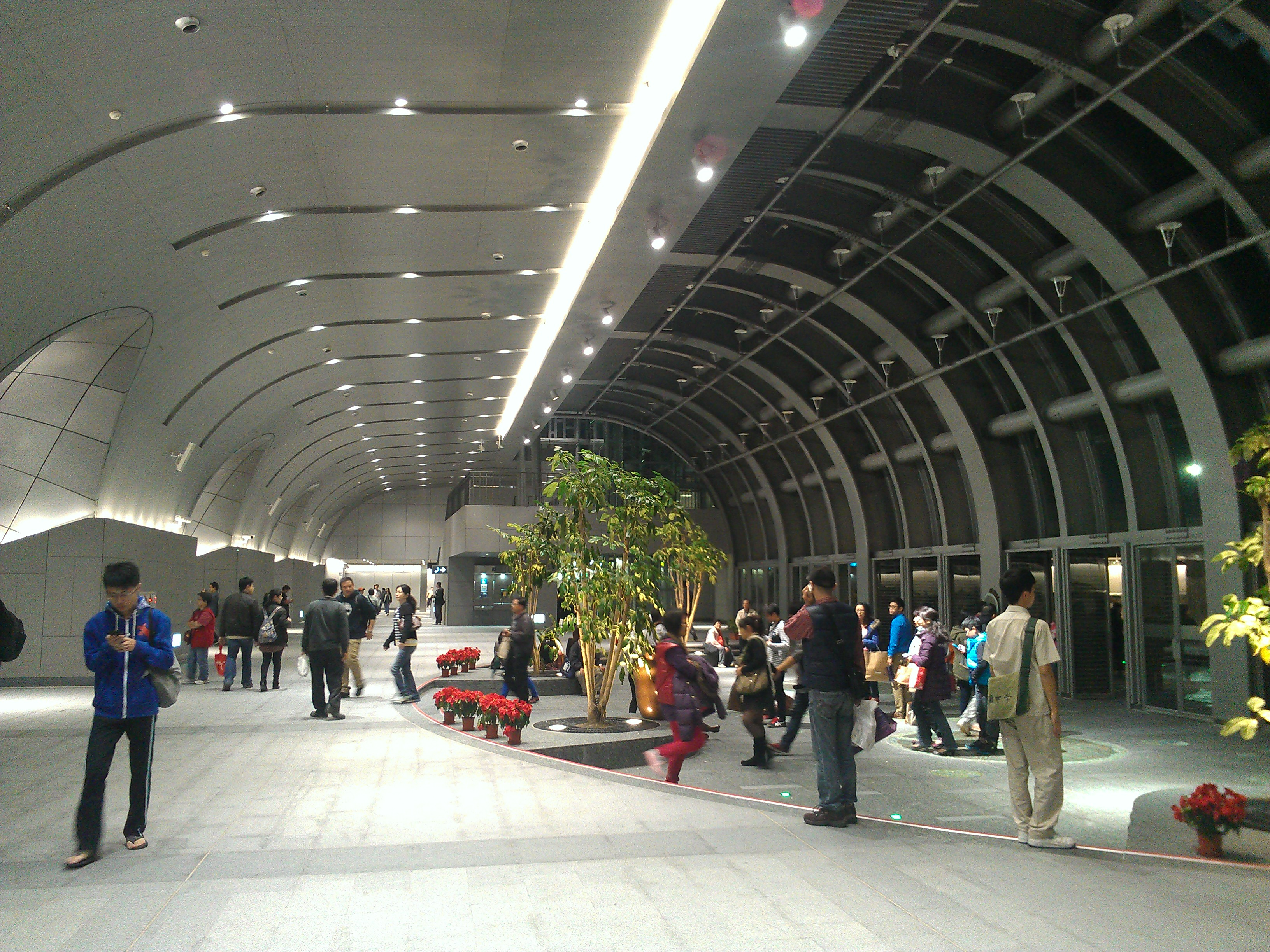
Hành lang vào ban đêm

The two-level, nhà ga dưới lòng đất và ke ga. Nó có một hội trường lấy ánh sáng tự nhiên và vườn trũng. Hội trường có hai tháp chiếu sáng và dãy đèn hành lang. Vườn trũng được hết nối với hội trường và có hành lang hình tròn, hồ nước, thác nước và khu thương mại. Nhà ga còn có bãi đậu xe dưới lòng đất.

## Bố trí ga
| Đường đi | Lối vào/thoát                   | Lối vào/thoát |
| B1       | Cảnh quan                       | Hành lang, quầy thông tin, máy bán vé tự động, vé một chiều Phòng chiếu sáng, vườn trũng Nhà vệ sinh (Bên trong khu vực soát vé, ngoài khu vực soát vé gần lối thoát 6) |
| B2       | Sân ga 1                        | ← Tuyến Đạm Thủy-Tín Nghĩa hướng đi Đạm Thủy / Ga Bắc Đầu (R07 Đông Môn)                                                                                                |
| B2       | Ke ga, cửa sẽ mở hướng bên trái | |
| B2       | Sân ga 2                        | → Tuyến Đạm Thủy-Tín Nghĩa hướng đi Núi Tượng / Đại An (R05 Đại An) →                                                                                                   |

## Thời gian
Thời gian của chuyến tàu đầu tiên và cuối cùng tại ga công viên Đại An  như sau:
| Địa điểm                   | Chuyến đầu tiên            | Chuyến đầu tiên            | Chuyến cuối cùng           |
| Địa điểm                   | Thứ 2 − Thứ 6              | Thứ 7 − Chủ nhật           | Ngày thường                |
| - Tuyến Đạm Thủy-Tín Nghĩa | - Tuyến Đạm Thủy-Tín Nghĩa | - Tuyến Đạm Thủy-Tín Nghĩa | - Tuyến Đạm Thủy-Tín Nghĩa |
| -------------------------- | -------------------------- | -------------------------- | -------------------------- |
| R28 Đạm Thủy               | 06:01                      | 06:01                      | 00:26                      |
| R02 Núi Tượng              | 06:08                      | 06:08                      | 00:50                      |